# Нижньосалдинський міський округ
Нижньосалди́нський міський округ (рос. Нижнесалдинский городской округ) — адміністративна одиниця Свердловської області Російської Федерації.
Адміністративний центр — місто Нижня Салда.

## Населення
Населення міського округу становить 17663 особи (2018; 17939 у 2010, 18503 у 2002).

## Склад
До складу міського округу входять 4 населених пункти:
| Населений пункт            | Населення, осіб (2002) | Населення, осіб (2010) |
| -------------------------- | ---------------------- | ---------------------- |
| Акинфієво, село            | 292                    | 219                    |
| Встреча, селище            | 0                      | 0                      |
| Медведево, село            | 111                    | 90                     |
| Моховий, селище            | -                      | 0                      |
| Нижня Салда, місто         | 18067                  | 17619                  |
| Шайтанський Рудник, селище | 33                     | 11                     |

23 листопада 2015 року було ліквідовано селище Моховий.